# Mauvilly
Mauvilly település Franciaországban, Côte-d’Or megyében. Lakosainak száma 65 fő (2022. január 1.). Mauvilly Rochefort-sur-Brévon, Beaunotte, Meulson, Aignay-le-Duc, Beaulieu, Côte-d'Or, Bellenod-sur-Seine, Busseaut és Montmoyen községekkel határos.

## Népesség
A település népességének változása:
| Lakosok száma | 94   | 70   | 77   | 79   | 68   | 65   | 68   | 69   | 68   | 65   |
|               | 1968 | 1982 | 1990 | 2006 | 2013 | 2015 | 2017 | 2019 | 2020 | 2022 |